# Stein-Wingert
Stein-Wingert este o comună din landul Renania-Palatinat, Germania.